# Aracs (Törökbecse)

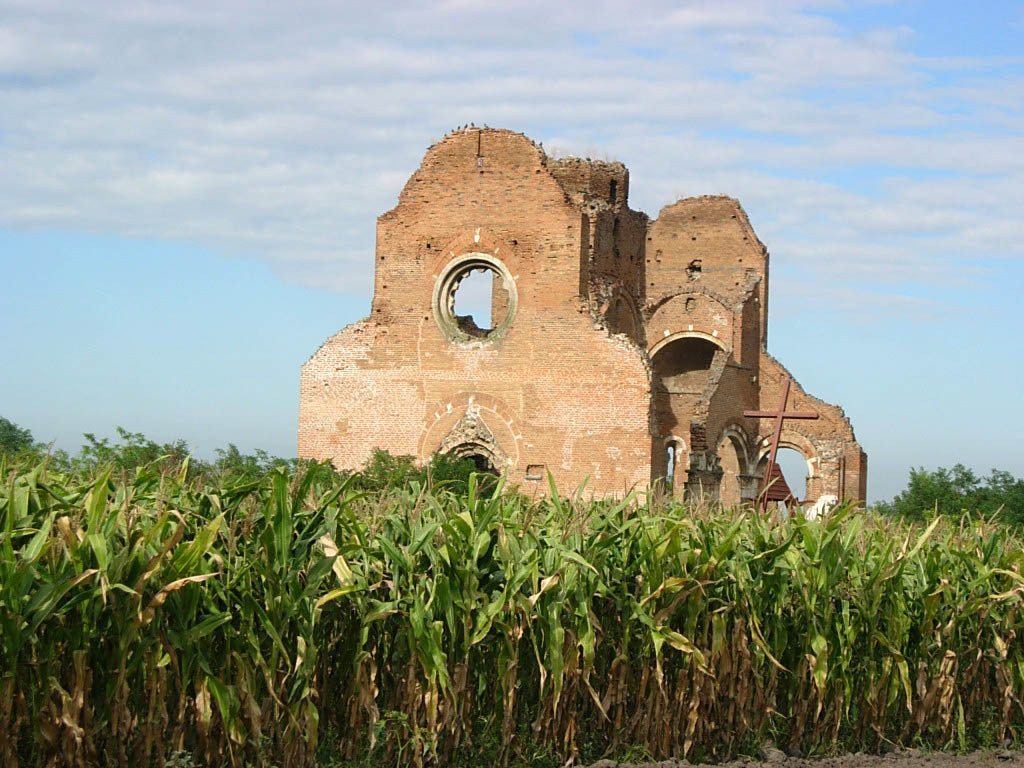
Az aracsi pusztatemplom

Aracs (szerbül: Врањево, Vranjevo) Törökbecse része a szerbiai Vajdaságban, a Tisza bal partján. Az azelőtt önálló község Torontál vármegye első megyeszékhelye volt.

## Története
Aracs. Azelőtt Vránova vagy Frányova. A Tisza balpartján fekvő nagyközség. Házainak száma 1648, lakosaié 9144, a kik közűl 2205 magyar és római katholikus, 6935 szerbajkú s görögkeleti vallású. Postája és vasúti állomása helyben van, távírója és hajóállomása Törökbecse. A község ősi neve Aracsa volt. E néven szerepel az 1332-37. évi pápai tizedjegyzékekben, valamint az 1422-1450. években kelt oklevelekben. 1422-ben már vásáros hely volt. 1440-ben Becse várához tartozott. Egy 1441 táján kelt oklevél, mely a becsei vár tartozékait elősorolja, a városok köze számítja. Az egész középkoron át a becsei vár sorsában osztozott. Erzsébet özvegy királyné 1370-ben Szent Miklós tiszteletére itt ferenczrendü kolostort alapított. Ennek érdekes romjai a Deveszilye dűlőben ma is láthatók. A XV. század közepén Torontál vármegye gyakran tartotta e helységben közgyűléseit. 1551 szept. 25-ike előtt Mehemet beglerbég elfoglalta. A török hódoltság alatt elpusztult. Az elpusztult falutól éjszakkeletre eső területen szerbek telepedtek le, a kik néhány házból álló telepüket Vránovának (Varjas) nevezték. A zentai győzelem után 1697-ben e vidék is felszabadulván a török hódoltság alól, a Csernovics patriarchával bevándorolt szerbek közül is mind számosabban telepedtek le Vránován. Midőn 1717-ben, gróf Mercy tábornok a temesvári bánságot szervezte, a tartomány védelmére és a közlekedés lehetővé tételére hat katonai századvidéket alakított. Ezek egyike volt Vránova. Mivel a helység távol feküdt a Tiszától, a vránovai szerb polgármilicziát 1726-ban átköltöztették ama gerinczes magaslatra, mely az elpusztult becsei vár és a Baktó között feküdt. Ezt az új telepet baktói katonai őrállomásnak nevezték. A Határőrvidék feloszlatásakor a bácsmegyei Becséről, Péterrévéről és Moholról számosan költöztek Vránova községbe, melynek lakossága ez által annyira gyarapodott, hogy a századvidéknek »Franovaer Compagnie« néven középpontja lett. 1766-68-ban, a német és szerb bánsági határőrezredek felállításakor sokan távoztak Vránováról, melyet a polgárosított tiszai járásba osztottak be. Még mielőtt a temesvári bánságot visszakapcsolták volna Magyarországhoz, a szerb nép vezérei mindent elkövettek, hogy a régi századvidékekhez tartozott katonai községek, a magyar vármegyék fennhatóságától függetleníttessenek. Így keletkezett 1774-ben a Nagykikindai kiváltságos kerület, melynek Vránova is kiegészítő része lett. 1806 jan. 31-én országos vásárok tartására nyert szabadalmat, 1817 aug. 1-én pedig a kerülethez tartozó többi községekkel együtt kiváltságlevelet nyert. A XVIII. század végén, attól kezdve, hogy a törökbecsei uradalom a Sissány család kezére jutott, mindegyre több magyar telepedett le Vránovára. 1786-ban már 60 kath. magyart találunk itt és számuk az 1820-1840 közötti években a szegedvidéki, bácskai és marosi iparosokkal, jelesül hajóácsokkal és molnárokkal mindegyre gyarapodott. 1830-tól kezdve a magyarok iskolát is tartottak fenn. 1848-49-ben a magyar lakosság több ízben támadásnak volt kitéve a szerbek részéről, különösen akkor, mikor Knicsanin a szerb felkelőkkel bevonult a helységbe s a nagykocsmában haditörvényszéket ülve, embertelen kegyetlenséggel büntette azokat, a kiket magyar érzelmekkel vádoltak. Az 1876:XXXIII. törvényczikk a nagykikindai kerületet Torontál vármegyébe kebelezvén, Vránovát a törökbecsei járáshoz csatolták. 1888-ban a helység nevét Aracsra változtatták. A róm. kath. plebánia 1881-ben keletkezett és a templom 1904-ben épült. A szerb egyház egyidős a balkáni szerbek beköltözködésével. Templomuk 1796-ban épült. Jelenleg Glavas Lukának, a gör. kel. szerb egyháznak és Pulay Katinkának van itt nagyobb birtoka. A község lakosai, a törökbecseiekkel együtt, gazdasági hitelszövetkezetet tartanak fenn, azonfelül a szerb földmívelőknek is van ily szövetkezetük a községben, Wagner Andrásnak pedig tégla- és cserépárúgyára van itt. A községhez jelenleg 285 tanya tartozik, ezek közül a Vinczeér-tanya a legnépesebb.